# Пихта Арнольда
Пихта Арнольда (лат. Abies x arnoldiana) — дерево; вид рода Пихта семейства Сосновые (Pinaceae). Это гибрид пихты корейской и пихты Вича.
Выращена в 1953 году в ботаническом саду Гётеборга (Швеция) из семян, полученных из дендрария Арнольда (штат Массачусетс, США). Похожие гибриды были получены в Дании. Описана ботаником Tor Nitzelius в 1969 году.
В базе данных The Plant List данный вид отсутствует.

## Ботаническое описание

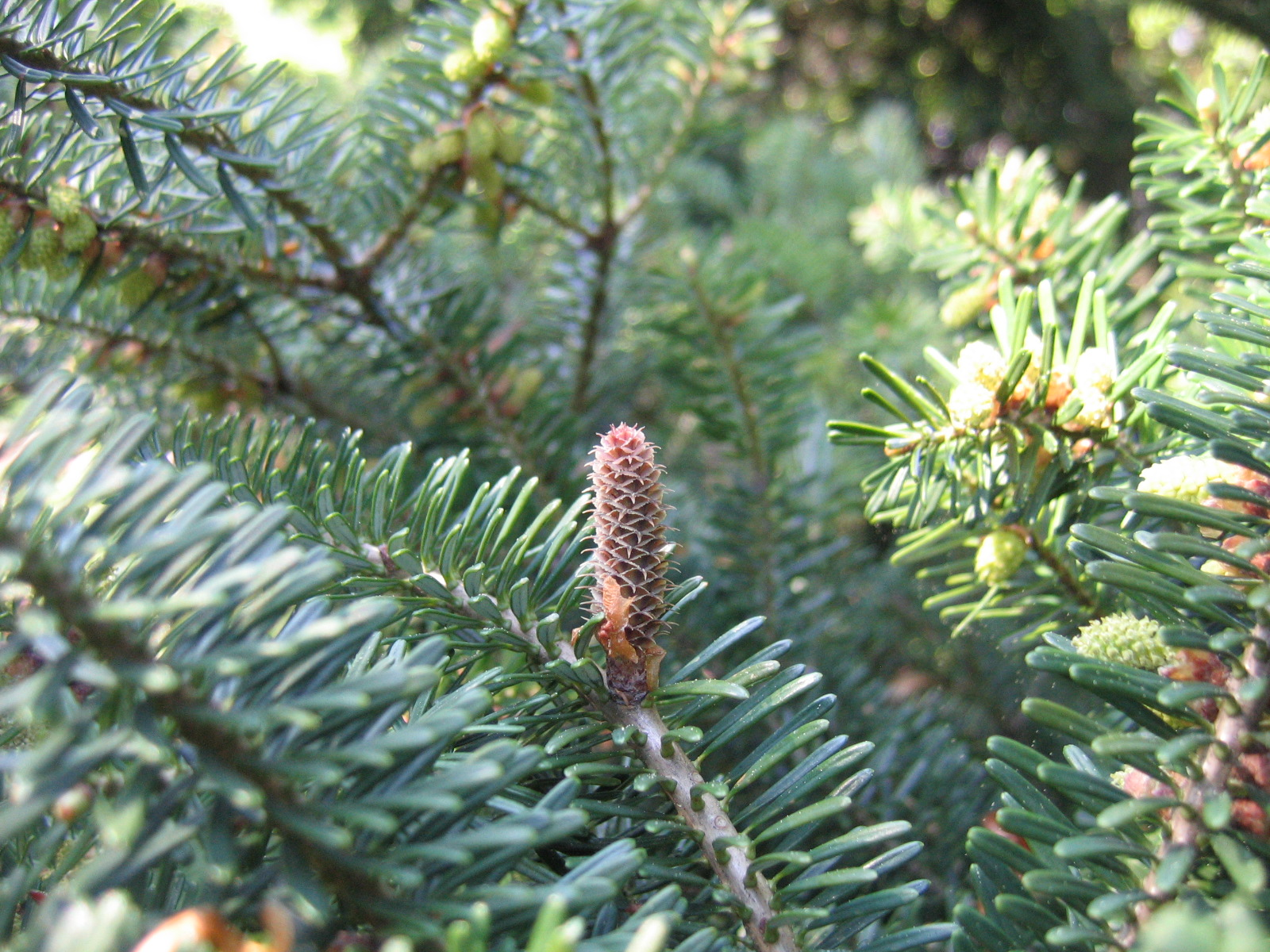

Вечнозелёное дерево с ширококонусовидной кроной.
Хвоя сходна с хвоей пихты Вича, расположена в пучках. Иголки до 20—30 мм в длину, 2—2,5 мм в ширину. С верхней части зелёные, с нижней светло-серо-зелёные.
Женские шишки цилиндрические, 5,5—6 × 2,5 см, на ветвях располагаются вертикально.

## В культуре
Используется в качестве декоративного дерева.
Зоны морозостойкости: от 5 до более тёплых.

## Сорта
- 'Jan Pawel II'. Польский сорт с хвоей зеленовато-жёлтоватого цвета[3].